# Drago Tršar

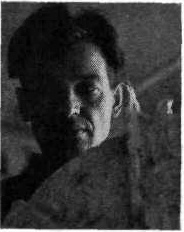
Drago Tršar (1969)

Drago Tršar (* 27. April 1927 in Planina bei Rakek, Königreich Jugoslawien; † 10. April 2023) war ein slowenischer Bildhauer.
Drago Tršar gehört zu den bedeutendsten slowenischen Bildhauern der Moderne mit internationaler Anerkennung. Seine abstrakten Skulpturen werden weltweit in zahlreichen Ausstellungen gezeigt.

## Leben
Er studierte von 1947 bis 1951 an der Akademie der bildenden Künste in Ljubljana. 1961 wurde er Assistent an der Akademie, 1967 wurde er Dozent und im Jahr 1974 Professor der Akademie. Im Jahr 1969 war er Mitbegründer der Künstlergruppe „69“.
Drago Tršar war Teilnehmer der Biennale von Venedig (1958) und der documenta II im Jahr 1959 in Kassel.

## Wichtige Ausstellungen
(Auswahl)
- 1955: 1. Biennale de la Méditerranée, Alexandria
- 1956: Exposition internationale de la sculpture contemporaire, Musée Rodin, Paris
- 1958: 24. Biennale von Venedig
- 1959: Documenta 2 Kunst nach 1945, Kassel / 5th biennial exhibition of the open, Middelheim Park, Antwerpen
- 1967: Sculpture from Twenty Nations. The Solomon R. Guggenheim Museum, New York
- 1971: L’Art en Yougoslavie de la préhistorie a nos jours, Grand Palais, Paris
- 1982: Formes Humaines, Biennale de la sculpture contemporaire, Park Meunier-Noisiel, Marne-la-Vallée
- 1994: Europa-Europa, Bonn

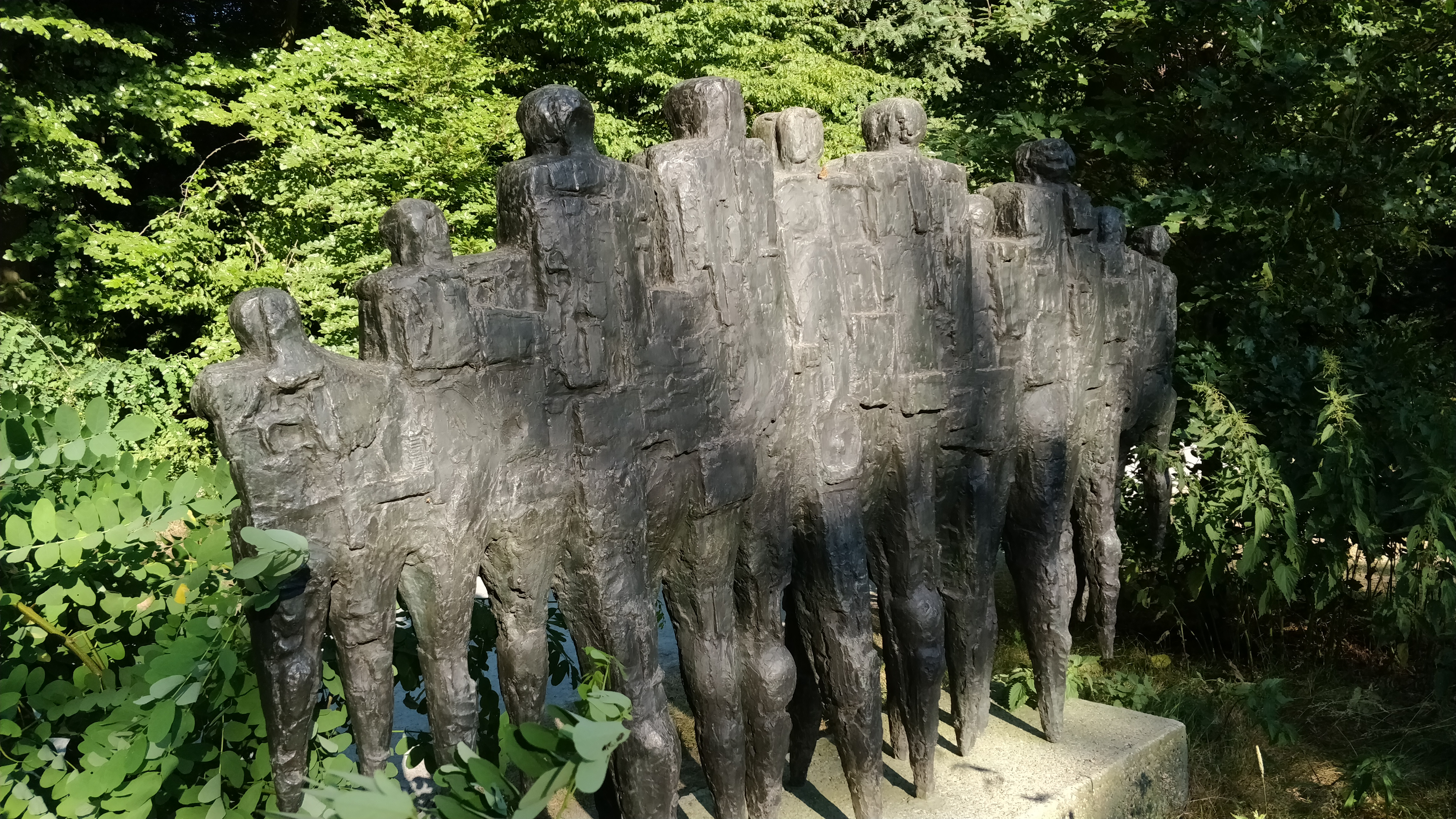
Manifestanten (1957) in Middelheimmuseum, Antwerpen